# Comuna Jovtneve, Sofiivka
Jovtneve (în ucraineană Жовтневе) este o comună în raionul Sofiivka, regiunea Dnipropetrovsk, Ucraina, formată din satele Iavdohivka, Jovtneve (reședința), Kalașnîkî, Lenina, Mariivka, Pavlivka, Petropavlivka, Sadove și Ukraiinka.

## Demografie
Componența lingvistică a satului Jovtneve
     Ucraineană (95,79%)
     Rusă (3,57%)
     Alte limbi (0,56%)
Conform recensământului din 2001, majoritatea populației satului Jovtneve era vorbitoare de ucraineană (95,79%), existând în minoritate și vorbitori de rusă (3,57%).